# Eyes Without a Face
«Eyes Without a Face» (español: «Ojos sin rostro») es el título de una canción interpretada por el cantautor y músico inglés-estadounidense Billy Idol, incluida en su segundo álbum de estudio, Rebel Yell (1983). La empresa discográfica Chrysalis Records la lanzó en abril de 1984 en los Estados Unidos y el 21 de mayo del mismo año en el Reino Unido como el segundo sencillo del álbum.
La canción es suave en comparación al tipo de sonido duro característico de Idol, sin embargo, preserva las influencias del hard rock que tanto lo caracterizan. Eyes Without a Face fue el primer top 10 del artista en Estados Unidos, llegando al puesto 4 de Billboard.
La canción fue versionada por el grupo chileno Javiera y Los Imposibles en su álbum de 2001 AM.